# Paige Schwartzburg
Paige Schwartzburg (Ocala, 20 juli 1990) is een Amerikaans langebaanschaatsster. Ze begon op 7-jarige als inline-skater, maar kreeg een ouderlijk verbod om daarmee door te gaan. Tijdens de Olympische Winterspelen van 2010 zag ze haar toenmalige teamgenoten op het olympische ijs van Vancouver, waardoor ze overstapte naar het langebaanschaatsen.
Schwartzburg debuteerde in november 2015 tijdens de wereldbekerwedstrijden in Calgary en in 2016 startte Schwartzburg op de WK afstanden massastart. Werd ook Amerikaans kampioene 1500 meter in 2016. Vier jaar later op het WK nam ze wederom deel op de massastart evenals op de ploegenachtervolging. Op 18 september 2022 maakte ze bekend te stoppen met langebaanschaatsen.

## Persoonlijke records[2]
| Afstand    | Tijd    | Datum            | Baan           |
| ---------- | ------- | ---------------- | -------------- |
| 500 meter  | 38,97   | 11 maart 2017    | Salt Lake City |
| 1000 meter | 1.16,55 | 18 maart 2017    | Calgary        |
| 1500 meter | 1.57,36 | 19 maart 2017    | Calgary        |
| 3000 meter | 4.15,99 | 26 augustus 2017 | Salt Lake City |

## Resultaten
| Jaar | WK Afstanden                   |
| ---- | ------------------------------ |
| 2016 | 17e massastart                 |
|      |                                |
| 2020 | DQ massastart 6e achtervolging |